# Kemantren (Sumber)
Kemantren is een bestuurslaag in het regentschap Cirebon van de provincie West-Java, Indonesië. Kemantren telt 4202 inwoners (volkstelling 2010).